# Kota Baru (Bekasi Barat)
Kota Baru is een bestuurslaag in het regentschap Kota Bekasi van de provincie West-Java, Indonesië. Kota Baru telt 47.755 inwoners (volkstelling 2010).